# Dollfusnema
Dollfusnema (benannt nach Robert-Philippe Dollfus) ist eine Gattung der Rollschwänze mit zwei Arten.

## Merkmale
Dollfusnema hat als einzige Gattung der Habronematidae Zwischenlippen zwischen den Kopflippen, ein Merkmal, das sonst nur bei den Heterakoidea auftritt. Dies ist ein weiteres Indiz dafür, dass sich die Heterakoidea aus primitiven Cosmocercoidea entwickelten.

## Systematik
Zur Gattung gehören zwei Arten:
- Dollfusnema piscicola Caballero, 1974
- Dollfusnema amphisbaenia Baker, 1091